# Herb Gniewkowa
Herb Gniewkowa – jeden z symboli miasta Gniewkowo i gminy Gniewkowo w postaci herbu.

## Wygląd i symbolika
Herb przedstawia w czerwonym polu herbowym srebrne ceglane mury obronne z dwiema blankowanymi basztami fortecznymi. Każda baszta z jednym prostokątnym oknem i pokryta spiczastym dachem zakończonym kulą. Pomiędzy dachami złączone w słup dwie głowy: skierowana w heraldycznie prawą stronę głowa złotego lwa i patrząca w lewo głowa srebrnego orła, obie pod złotą koroną.
Herb ten nawiązuje do herbu księstwa kujawskiego.

## Historia
Wizerunek herbowy z głowami widnieje na pieczęci z XIV wieku, na późniejszych pieczęciach występuje także wizerunek z samymi basztami. Herb został zatwierdzony 27 czerwca 2003 w Statucie Gminy Gniewkowo i później 30 listopada 2016.